# 9583 Clerke
För andra betydelser, se Clerke.
9583 Clerke eller 1990 HL1 är en asteroid i huvudbältet som upptäcktes den 28 april 1990 av den australiensiske astronomen Robert H. McNaught vid Siding Spring-observatoriet. Den är uppkallad efter astronomen Agnes Mary Clerke.